# Roberto Lippi
Roberto Lippi (Roma, Itália, 17 de outubro de 1926 – Anzio, 31 de outubro de 2011) foi um automobilista italiano que participou dos Grandes Prêmios da Itália de Fórmula 1 entre 1961 e 1963.